# Let’s Hear It for the King
Let’s Hear It for the King ist das am 17. Juni 2022 veröffentlichte sechste Studioalbum der US-amerikanischen Rockband Dan Reed Network.

## Hintergrund
Das Album wurde von Dan Reed und Rob Daiker produziert, Brion James war Co-Produzent der Lieder Let’s Hear It for the King und Supernova. Alle Lieder mit Ausnahme von Starlight wurden in Daikers Studio The Commune in Portland aufgenommen. Starlight stammte dagegen noch von den Aufnahmen, die für das Album Origins im Dezember 2018 in den Hansa Studios in Berlin entstanden waren. Die Tonmischung und das Mastering übernahm ebenfalls Rob Daiker. Let’s Hear It for the King wurde in mehreren Formaten angeboten, wobei die unterschiedlichen Vinylausgaben (schwarz, pink und lila) in limitierten Stückzahlen gefertigt wurden. Die schwarze LP wurde 200 mal gepresst, die pinkfarbene, die exklusiv in Großbritannien angeboten wurde, erschien, ebenso wie die nur in Deutschland erhältliche lilafarbene LP, in einer Auflage von 150 Exemplaren. Die Vinylausgaben enthielten jeweils 12 Lieder, während die CD und die Angebote der Online-Musikdienste einen Bonustrack (Last Day on Saturn) enthielten. Die CD wurde auch in einem Boxset zusammen mit verschiedenen Merchandisingartikeln angeboten.
Der ursprünglich vorgesehene Erscheinungstermin für das Album war der 4. März 2022. Am 1. Februar des Jahres gab die Band in einer Pressemitteilung und auf ihrer Facebookseite jedoch bekannt, dass die Veröffentlichung pandemiebedingt auf den 17. Juni 2022 verschoben werden musste – dies galt auch für die ursprünglich für März 2022 geplante Tournee.

## Titelliste
| Nr.          | Titel                           | Text             | Musik                | Länge |
| ------------ | ------------------------------- | ---------------- | -------------------- | ----- |
| 1.           | Pretty Karma                    | Dan Reed         | Dan Reed             | 4:35  |
| 2.           | The Ghost Inside                | Reed             | Brion James, Reed    | 3:51  |
| 3.           | Starlight                       | Reed             | Reed                 | 3:51  |
| 4.           | Supernova                       | Reed             | Melvin Brannon, Reed | 4:52  |
| 5.           | Let’s Hear It for the King      | Reed             | James, Reed          | 4:30  |
| 6.           | I see Angels                    | James            | James                | 3:40  |
| 7.           | Homegrown                       | James, Reed      | James, Reed          | 4:32  |
| 8.           | Stumble                         | Reed             | Reed, James          | 4:08  |
| 9.           | Just Might Get It               | Reed, Rob Daiker | Reed, Daiker         | 4:16  |
| 10.          | Where’s the Revolution          | Reed             | Reed                 | 4:08  |
| 11.          | Are You Ready                   | Reed             | James, Reed          | 4:10  |
| 12.          | Unfuck My World                 | Reed             | Reed                 | 3:58  |
| 13.          | Last Day on Saturn (Bonustrack) | Daiker, Reed     | Daiker, Reed         | 3:35  |
| Gesamtlänge: | Gesamtlänge:                    | Gesamtlänge:     | Gesamtlänge:         | 54:06 |

| Nr.          | Titel                      | Text             | Musik                | Länge |
| ------------ | -------------------------- | ---------------- | -------------------- | ----- |
| 1.           | Pretty Karma               | Dan Reed         | Dan Reed             | 4:35  |
| 2.           | The Ghost Inside           | Reed             | Brion James, Reed    | 3:51  |
| 3.           | Starlight                  | Reed             | Reed                 | 3:51  |
| 4.           | Supernova                  | Reed             | Melvin Brannon, Reed | 4:52  |
| 5.           | Let’s Hear It for the King | Reed             | James, Reed          | 4:30  |
| 6.           | I see Angels               | James            | James                | 3:40  |
| 7.           | Homegrown                  | James, Reed      | James, Reed          | 4:32  |
| 8.           | Stumble                    | Reed             | Reed, James          | 4:08  |
| 9.           | Just Might Get It          | Reed, Rob Daiker | Reed, Daiker         | 4:16  |
| 10.          | Where’s the Revolution     | Reed             | Reed                 | 4:08  |
| 11.          | Are You Ready              | Reed             | James, Reed          | 4:10  |
| 12.          | Unfuck My World            | Reed             | Reed                 | 3:58  |
| Gesamtlänge: | Gesamtlänge:               | Gesamtlänge:     | Gesamtlänge:         | 50:31 |

## Singleauskopplungen
Als erste Single aus dem Album erschien am 21. Oktober 2021 das Lied Starlight, zu dem Daniel Pred auch ein Musikvideo gedreht hatte. Am 14. Januar 2022 veröffentlichte die Band als zweite Single das Lied Pretty Karma. Homegrown erschien als dritte Auskopplung zeitgleich mit dem zugehörigen Musikvideo am 27. Mai 2022. Am 15. Juni veröffentlichte Drakkar Entertainment das Musikvideo zum Titellied, das damit vierte die Singleauskopplung wurde.

## Rezeption
Für Classic Rock resümierte Matthias Jost, bereits „viele Jahre, bevor das Wort „Network“ mit „Social“ oder dem Suffix „-ing“ in aller Munde“ gewesen sei, hätten Musikliebhaber es mit einer „damals aufregenden neuen Mischung aus Hardrock, Funk und Euphorie in Verbindung“ gebracht. Dan Reed Network hätten aus der „Hochglanzpower von Def Leppard, zackig-dominanten Bassläufen, treibenden Beats und dutzendweise Killer-Hooklines einen berauschenden Cocktail“ gebraut, mit dem sie „1987 für offene Kinnladen“ gesorgt und „1989 ihre Headliner Bon Jovi von der Bühne“ gefegt hätten. Es sei unerklärlich, „warum das nicht für den Aufstieg in den Rockolymp“ gereicht habe. 30 Jahre später nehme die Band einen neuen Anlauf und mache dabei „keinerlei Anstrengungen, ihren Sound nennenswert zu modernisieren.“ Dennoch klinge Let's Hear It for the King „kein bisschen angestaubt“. Zwar habe die Band die „ganz großen Hymnen“ vielleicht „nicht mehr auf Lager,“ aber mit Supernova, Stumble oder Unfuck My World zeige Dan Reed Network „anno 2022 eine bestechende Form,“ die „über die gesamte Albumlänge hinweg keine wirklichen Durchhänger“ erkennen lasse. Der Rezensent vergab sieben von zehn möglichen Punkten.
In Rocks sah Markus Baro das kritischer: Auch er bezog sich in seiner Einleitung auf das „laute Medienecho,“ das Dan Reed Network mit den ersten beiden Alben ausgelöst hätten. „Solide“ sei das sechste Album, „auch wenn sich Funk-Anklänge nur noch als Spurenelemente (Supernova), dem betont trocken-transparenten Schlagzeugsounds und einigen Slip-Bass-Einlagen“ finden ließen. Dan Reed setze heute in Liedern wie Where’s the Revolution oder Starlight „eher auf griffige Hardrock-Riffs, Synthie-Dauerzirpen und eingängige AOR-Melodien.“ Die „einstige Strahlkraft“ besitze nur „der hymnische Opener“ Pretty Karma, dennoch gehe keines der Stücke „als blasser Durchschnitt durchs Ziel.“ Baro vergab 7,5 von 10 möglichen Punkten.
Lothar Brandt kam in Mint zu dem Schluss, die Band klinge „härter, druckvoller, aber auch melodischer als auf Origins, wobei die Funk-Akzente, die gerade die früheren Alben ausgezeichnet“ hätten „gegenüber geradlinigem Hardrock und AOR-Anleihen ein wenig in den Hintergrund“ rückten. Das Album liefere den „massiv-fetten Rocksound unserer Zeit.“ Dan Reed sei „auch hier auf der Höhe.“ Neben der von ihm besprochenen Ausgabe als schwarze, „recht gut gepresste LP“  erwähnte Brandt auch die anderen angebotenen Ausgaben und bemerkte, die CD liefere „den gleichen, stark komprimierten Sound.“